# Cristo de La Laguna

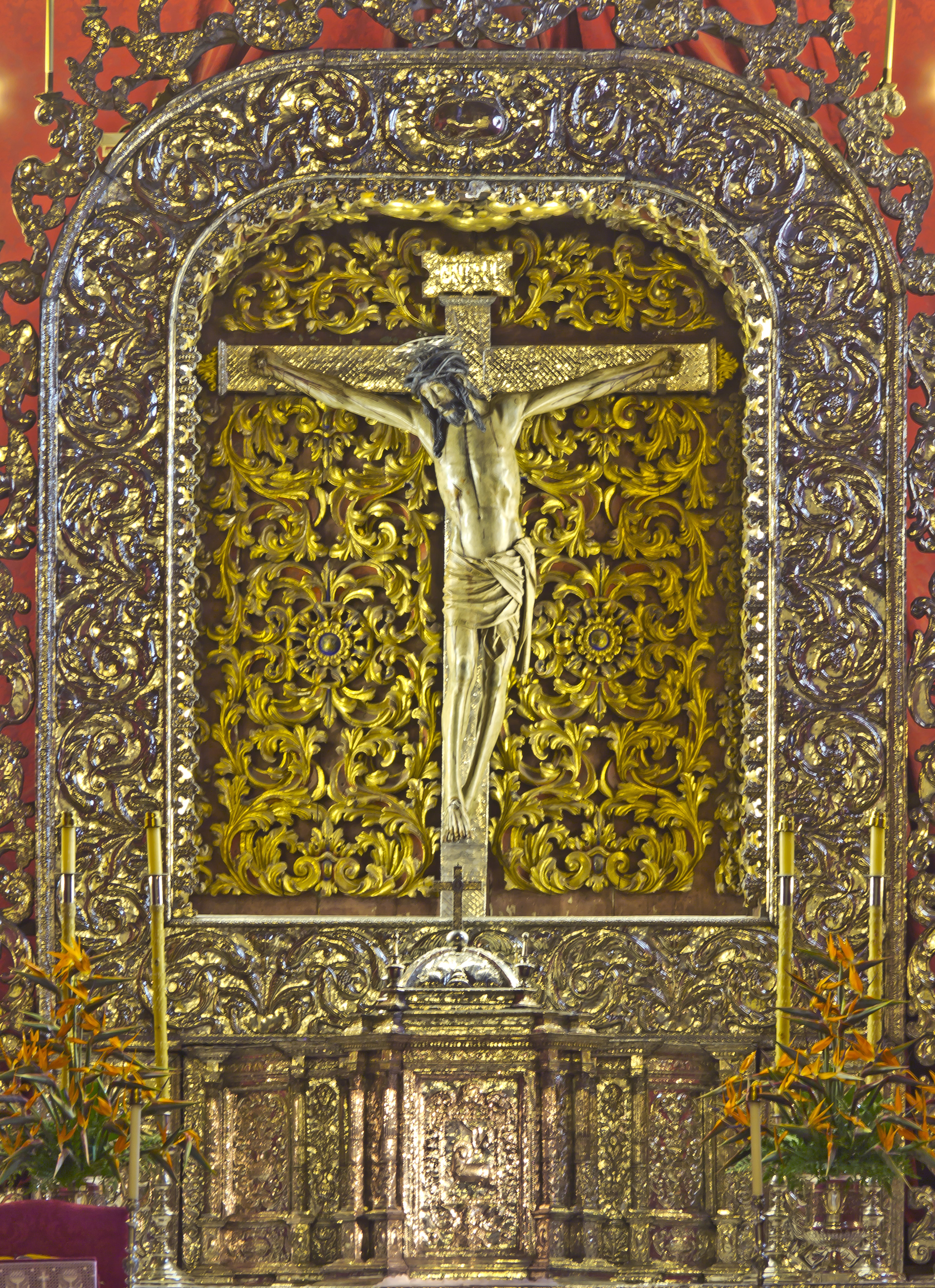
Image du Christ de La Laguna.

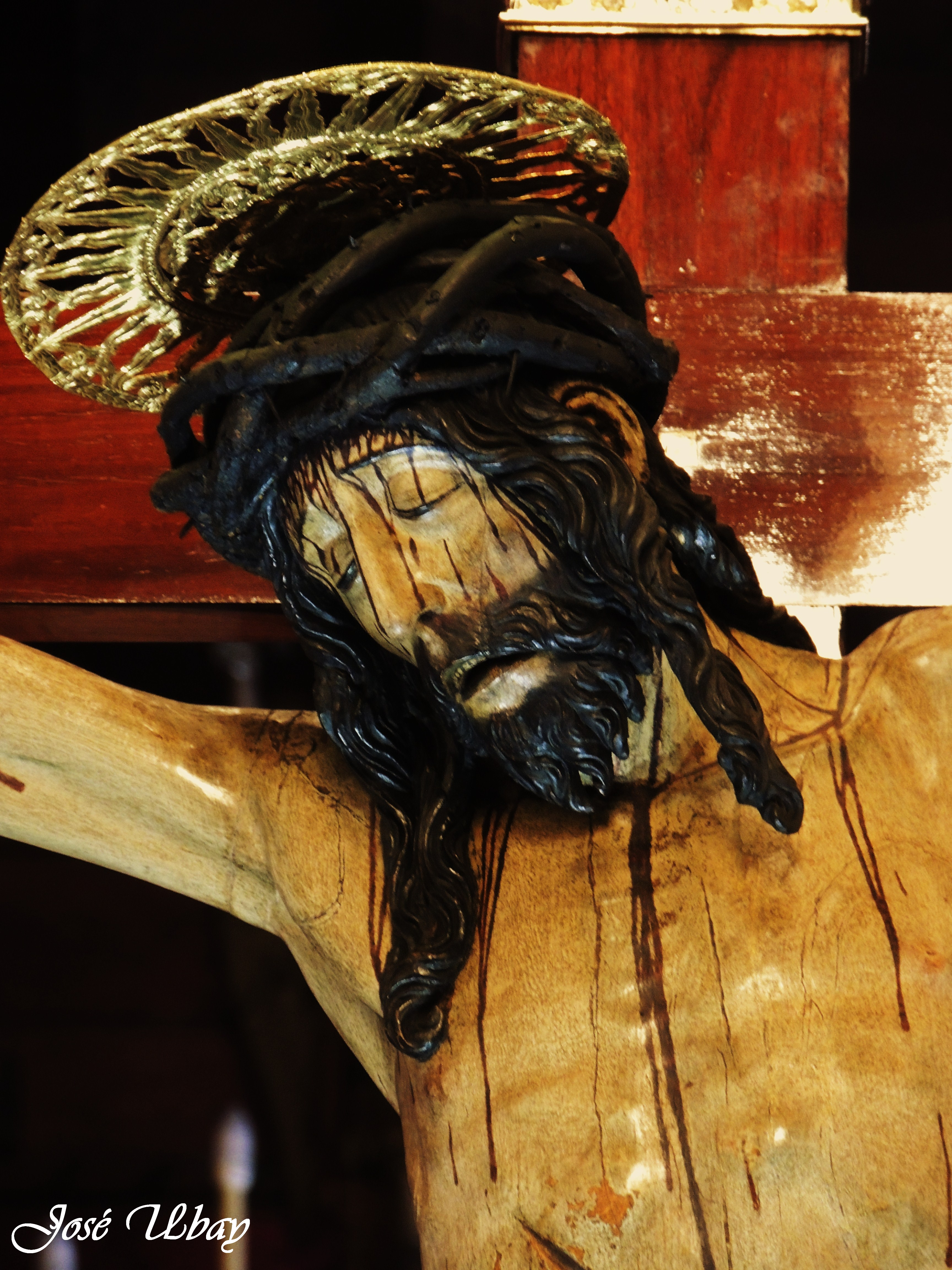
Visage de la sculpture.

Le Cristo de La Laguna (en français: Christ de La Laguna) est une figure catholique d'une grande importance historique, artistique et culturelle qui représente Jésus de Nazareth crucifié. Il est situé dans le Sanctuaire royal du Santísimo Cristo de La Laguna, dans la ville de San Cristóbal de La Laguna (Tenerife, Iles Canaries, Espagne). C'est l'image qui représente Jésus la plus vénérée et la plus importante des îles Canaries. Elle est considérée comme l'une des images de la plus grande valeur artistique en Espagne et comme l'une des plus importantes représentations de Jésus de Nazareth crucifié d'Europe.

## Histoire
C'est une image flamande du XVIe siècle, de style gothique qui aurait été créée par Louis Van Der Vule en Flandre. De là, et avant d’arriver à Tenerife, il a traversé plusieurs villes européennes, notamment: Venise, Barcelone et Sanlúcar de Barrameda à Cadix.
Après son arrivée à Tenerife en 1520, l’image a été transférée au couvent de San Miguel de las Victorias à San Cristóbal de La Laguna par le conquérant de Tenerife, Alonso Fernández de Lugo. Le couvent de San Miguel de las Victorias est l'actuel Sanctuaire royal du Santísimo Cristo de La Laguna.
L'image a commencé à encourager la dévotion populaire non seulement sur l'île de Tenerife, mais aussi dans le reste des îles Canaries. En 1587, le provincial de l'ordre des franciscains aux Canaries demanda des indulgences du pape Sixte V aux personnes qui priaient devant l'image du Christ et que son sanctuaire jouissait des mêmes indulgences que celles accordées à l'Basilique Saint-Jean-de-Latran, privilège accordé par le pontife.
Le 19 décembre 1906, le roi Alphonse XIII rend visite au Christ et lui confie une charge de royauté dans son sanctuaire et sa fraternité. Le 15 février 1908, le pape Pie X attribue à la confrérie le titre de "Pontificia". Les rois d'Espagne, Juan Carlos Ier et son épouse Sophie de Grèce, lui rendent visite le 22 novembre 2006. 
Il existe des légendes alternatives qui tentent d'expliquer l'origine et l'origine d'une sculpture aussi énigmatique. Certaines de ces légendes disent que l'image du Christ a été sculptée par des anges et même par l'évangéliste Saint Luc. Il y a aussi une légende qui dit que l'image a été prise sur l'île de Tenerife par Saint Michel archange.

## Fêtes
L'image du Christ apparaît en procession chaque année lors de la Semaine Sainte le Vendredi saint et en septembre pendant plusieurs jours, en particulier le 14 septembre. La sculpture est déplacée dans la cathédrale de La Laguna et défilée dans les rues principales de la ville. Le festival principal est celui du 14 septembre, il s’agit du plus grand festival de la ville de La Laguna et de l’un des plus importants festivals religieux des îles Canaries.